# 陳欽亮
陳欽亮 PBM BBM（1948年3月9日—）是一名新加坡商人，曾於1997年至2007年間擔任職總英康首席執行官，之後於2011年新加坡總統選舉中參選總統。他在選舉中落敗，以4.91%的得票率敗給陳慶炎。
2023年8月11日，陳欽亮宣布自己打算參加2023年新加坡總統選舉，前總統候選人陳如斯作為他的提名人。他在選舉中落敗，以13.87%的得票率敗給尚穆根。

## 商业生涯

### 職總英康首席執行官
1977年，29歲的陳欽亮成為職總英康的總經理。後來，他被重新指定為首席執行官，並持續在此職位上工作直到2007年4月。在他的領導下，該公司從1977年的新幣2,800萬資產增長到2007年的新幣170億資產和超過一百萬的保單持有人。
陳欽亮以為保單持有人提供最佳價值為目標來經營職總英康。這意味著給予保險代理人較低的費用，鼓勵直接銷售實踐，完全繞過代理人，以及低操作費用 — 在他擔任首席執行官的30年期間，陳欽亮即使在長途飛行中也坐經濟艙。這種管理方式與職總英康的一些董事會成員產生衝突，後者更希望公司以更商業或專業的方式經營，甚至主張將其私有化。董事會要求陳欽亮在完成其30年領導任期後卸任職務。

### 其他职位
2007年，陳欽亮的履歷中提到了超過60個董事職位和其他企業任命。其中最值得注意的是，從1992年到1997年， 他擔任國際合作與互助保險聯合會的主席，這是一個當時代表65個國家的123個保險集團的國際組織，雇用了26萬人。該國際聯合會的成員在1997年的總資產達到1.5兆美元。

### 退休後間歇
自2007年從職總英康退休後，陳欽亮透過他的部落格提供免費的財務建議及對時事的見解，並創立了金融服務消費者協會（FISCA）以提升大眾對長期財務安全的認識與教育。在2008年金融危機期間，他為因投資於雷曼兄弟的Minibond產品而蒙受損失的投資者發起了公眾集會。這些行動促成了向新加坡政府遞交的一份請願書，共有983名投資者聯署。

## 政治生涯
他曾是擁有三十年黨齡的人民行動黨黨員。但由於活動不積極，加上其與該黨的價值觀存在分歧，陳欽亮於2008年選擇退黨。他也曾在馬林百列區擔任黨支部秘書三年，1977年時更被吳作棟挑選參與一項試點計畫，用以推動建立區域委員會，這個制度後來發展為今天的居民委員會（RC）。
在最初的十年裡，陳欽亮在馬林百列選區非常活躍，但自從搬到湯申上段，後來又遷居至楊厝港後的二十年間，他的政治參與逐漸減少，變得較為低調。

### 2011年總統選舉

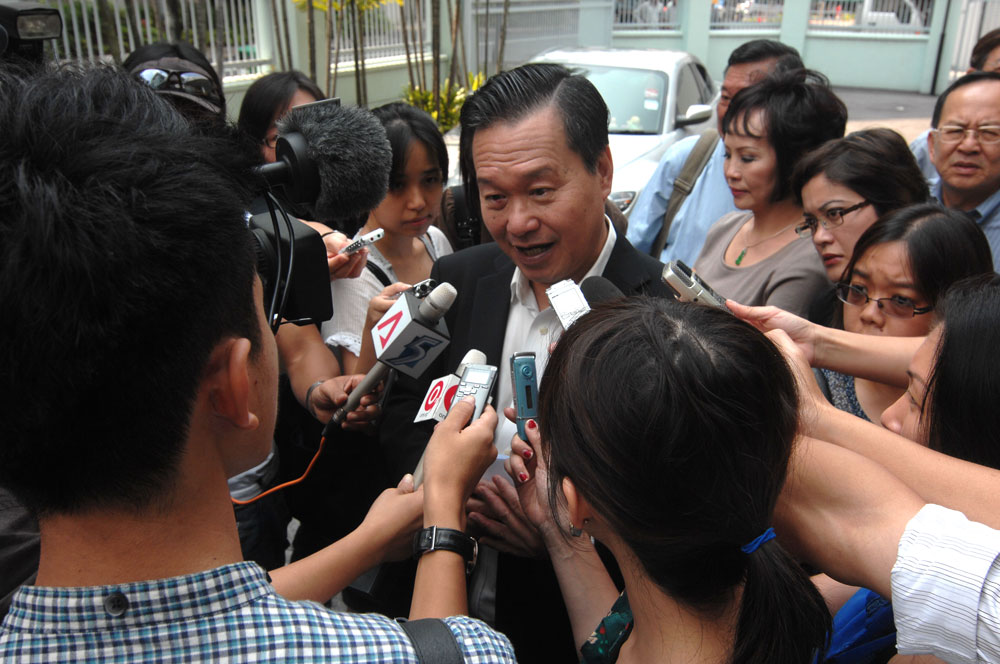
陳欽亮在提交選舉表格後向媒體發言

陳欽亮在2008年已表示他對成為新加坡總統的興趣。
在2011年6月7日，陳欽亮宣布他將參加2011年的總統選舉。他宣布後承諾將會將總統S$4百萬元薪水的一大部分捐贈給一個自己特別成立的慈善機構，並發佈了多份闡述他對總統角色看法的聲明，其中包括一項有關保護外匯儲備的具爭議性的聲明。這些聲明遭到新加坡政府高級成員的輕微譴責，他們試圖公開澄清當選總統只有“監護權”而非“行政權力”。作為回應，陳欽亮發表了另一份聲明，他同意這些限制，但仍然強調“總統不需要強大的行政權力來產生影響。一位資歷深厚且正確當選的總統將通過說服力、影響力、提供建議、傳遞反饋，以及在必要時，對特定問題提出明確立場來產生影響”。
2011年7月7日，陳欽亮提交了總統資格表格。他根據一項特殊條款提交了其資格證明申請，援引他作為保險合作社首席執行官的經驗，該合作社的共享資本為S$500百萬元，資產為S$170億元。他在2011年8月11日與其他三名候選人一起獲得了資格證書。
在與亚洲新闻台的一次訪談中，陳欽亮說，他參選的主要原因是：“許多人表示他們想要被聽到、他們想要被理解。我認為我可能代表那些願意傾聽且能夠獨立思考的人。”陳欽亮認為當選總統的角色應該被擴大，例如，建議由總統辦公室製作一份詳細描述國家外匯儲備的年度報告。
針對有關陳欽亮將提前退出總統選舉的傳言，他予以駁斥，並表示將按原定計劃提交提名文件。在2011年8月17日提交提名表格後，他在提名日的演講中使用了新加坡的四種官方語言：英語、華語、馬來語和泰米爾語。他是當天唯一這樣做的候選人。
陳欽亮主張国民服役的負擔應由整個社會共同承擔，包括女性與非公民在內。
他的競選標誌是「Hi-5」。他解釋說：「舉起的手象徵願意投身公共服務，而五根手指則代表我的五項核心價值：誠實、公平、積極態度、勇氣與公共服務精神。」
在四位候選人中，他獲得的票數最少，僅佔4.9%。由於未達12.5%的最低門檻，他失去了新幣4萬8千元的保證金。

### 2023年總統選舉
2023年7月8日，當被問及是否打算再次參選總統時，他表示不太願意，並強調2011年總統選舉中失去資金和保證金的經歷為“令人沮喪”。
2023年7月30日，陳欽亮正式宣布他已提交總統候選人合格證書的申請。
他於同年8月11日正式宣布參選。在記者會上，2011年總統選舉候選人陳如斯表示陳欽亮將會是一位「勇敢、真誠且謙遜」的好總統。
8月18日，陳欽亮獲發候選人合格證書。8月21日，新加坡妇女行动与研究协会發聲明指出陳欽亮過去曾在社交媒體上發表「物化女性」的言論並質疑他為何仍能獲得證書，他因而遭到網民批評。總統選舉委員會回應稱委員會在發證前並不對此知情。陳欽亮其後指控人民行動黨策劃詆毀行動，但於8月23日刪除相關社交媒體貼文。
選舉結果於2023年9月2日公布。陳欽亮最終得票率僅為13.87%，在三位候選人中得票最少。但由於超過12.5%的門檻，陳欽亮保住了選舉保證金。

## 荣誉
- 新加坡:
  -  公共服务奖章 (1983)[34]
  -  公共服务星章 (2004)[34]

## 个人生活
陳欽亮與郑琇（女凤）育有三個孩子。
他熱衷於設計益智遊戲，如數獨、Logic9和形狀問答，以及線上遊戲，如《家庭生活》和《商業模擬》。這些遊戲旨在啟發創意思維，同時教授風險管理概念。

### 與王鼎昌的友誼
陳欽亮與新加坡第五任總統王鼎昌關係密切。當王鼎昌當選總統時，陳欽亮送給他一套以蘭花為主題、顏色各異的領帶，這些領帶由職總英康委託設計並在英國製造。王鼎昌特別喜愛其中一條紅色領帶，並在多個重要場合佩戴，包括提名日及其就任新加坡總統的典禮。他亦穿著這條領帶拍攝了總統官方肖像，該肖像至今仍懸掛於政府機構及其他組織。
陳欽亮參與了王鼎昌推出的多項新計劃，包括新加坡舞蹈劇院（SDT）、新加坡首次遠征隊攀登珠穆朗瑪峰，以及「總統之星慈善」活動。他積極向職總英康的保單持有人推廣SDT的演出，後來更加入董事會，並在其中服務達12年。此外，職總英康也是該次珠穆朗瑪峰遠征行動的主要贊助商之一。
在王鼎昌任期的最後兩年，陳欽亮負責主持「總統之星慈善活動」，以籌募善款並推廣新加坡本地服飾文化。當王鼎昌的夫人於第二次慈善晚宴後不久離世時，陳欽亮發起行動，徵集來自新加坡民眾透過互聯網提交的1,000則悼念留言，並將留言集結成冊，作為紀念冊獻給王鼎昌。

### 退休
陳欽亮在退休後的這些年裡亦曾捲入若干爭議事件，其中包括：2015年曾對本地印度社群發表被視為種族歧視的言論；2019年為反駁網絡數據安全的重要性，曾在網上公開個人資料；以及在2021年公開表示認可塔利班政權的可信度。

## 外部連結
- 个人博客 （页面存档备份，存于）